# Stikine Region
Stikine Region är ett kommunfritt område i den kanadensiska provinsen British Columbia, det enda i provinsen som ingår i varken någon kommun eller något regionalt distrikt. Det ligger i den västra delen av landet, 3 800 km väster om huvudstaden Ottawa. Antalet invånare var 683 vid folkräkningen 2021. Landarean är 118 409 kvadratkilometer.